# Rians, Cher

Rians este o comună în departamentul Cher, Franța. În 1 ianuarie 2022 avea o populație de 962 de locuitori.